# اضطرابات انخفاض الدافع
اضطرابات انخفاض الدافع (اختصارًا DDM) هي مجموعة من الاضطرابات التي تتسم بانخفاض الدافعية وما يرتبط بها من مشاعر. استُخدمت العديد من المصطلحات لوصف هذه الحالة. غالبًا ما يُعرِّف طيف من الاضطرابات يشمل اللامبالاة وفقدان الإرادة والخَرَس اللاحركي، حيث تُعد اللامبالاة الحالة الأقل شدة، بينما يُعتبر الخرس اللاحركي الحالة الأكثر حدة.
يُمكن أن يحدث هذا الاضطراب بسبب الاضطرابات النفسية مثل الاكتئاب والفصام، أو بسبب الإصابات الرضحية في الدّماغ والسكتات الدماغية والأمراض العصبية التنكسية. ترتبط هذه الحالة بشكل خاص بالأضرار التي تُصيب القشرة الحزامية الأمامية والجسم المخطط، التي تضم النواة المتكئة والنواة الذنبية وهي جزء من مسار مكافأة الدوبامين الحوفي المتوسط. كما يُمكن أن يؤدي تناول بعض الأدوية، بما في ذلك الأدوية المضادة للدوبامين مثل مضادات الذهان، ومثبطات استرداد السيروتونين الانتقائية (SSRIs)، والقنب وغيره، إلى حدوث انخفاض الدافع أيضًا.

## تعريف
اضطرابات انخفاض الدافع (DDM)، هو مصطلح شامل يشير إلى مجموعة من الاضطرابات النفسية والعصبية التي تنطوي على انخفاض الدافع على التحفيز والإرادة والتأثير.
وقد استُخدمت العديد من المصطلحات للإشارة إلى ال DDM بدرجات متفاوتة الشدة والأصناف، بما في ذلك اللامبالاة والخرس الحركي والاضطراب العاطفي والفتور وعدم التحفيز والفتور الحركي والتخلف النفسي الحركي والتسطيح العاطفي والأكراسيا والأكراسيا (عجز التنشيط الذاتي أو فقدان التنشيط الذاتي النفسي) وغيرها. تتداخل أيضًا مع مفهوم ال DDM. كما ترتبط الألوجيا (فقر الكلام) واللا اجتماعية (عدم الاهتمام الاجتماعي) بال DDM أيضًا.
ومع ذلك، غالبًا ما يعرف طيف من مرض الDDM يشمل اللامبالاة والخرس الحركي حيث يعتبر اللامبالاة أخف أشكاله والخرس الحركي هو الشكل الأكثر حدة أو تطرفًا. يتضمن الخرس الحركي اليقظة ولكن غياب الحركة والكلام بسبب الافتقار الشديد للإرادة. الأشخاص المصابون بهذه الحالة لا يبالون حتى بالمؤثرات ذات الصلة بيولوجيًا مثل الألم والجوع والعطش.

## الأسباب
يمكن أن تكون الأشكال الأقل تطرفاً من الDDM، على سبيل المثال اللامبالاة أو انعدام التلذذ، من أعراض الاضطرابات النفسية والحالات ذات الصلة، مثل الاكتئاب أو الفصام أو الانسحاب من المخدرات. يمكن أن تكون الأشكال الأكثر تطرفاً من الDDM، مثل اللامبالاة الشديدة أو الخرف الحركي، نتيجة لإصابة الدماغ الرضحية أو السكتة الدماغية أو الأمراض العصبية التنكسية مثل الخرف أو مرض باركنسون.
يمكن أيضًا أن يحدث انخفاض في التحفيز والتأثير بسبب بعض الأدوية، مثل مضادات مستقبلات الدوبامين بما في ذلك مضادات مستقبلات D2 مثل مضادات الذهان (مثل هالوبيريدول) وميتوكلوبراميد ومضادات مستقبلات الدوبامين D1 مثل إيكوبيبام، والعوامل المستنفدة للدوبامين مثل تيترابينازين وريسيربين، والسموم العصبية الدوبامينية مثل سادس هيدروكسيدوبامين (6-OHDA) والميثامفيتامين، مضادات الاكتئاب السيروتونية مثل مثبطات استرداد السيروتونين الانتقائية (SSRIs)، ومثبط أكسيداز أحادي الأمين (MAOIs) المثبطة لمفعول MAO-A، ومرجوانا أو كانابينويد (ناهضات مستقبلات CB1).
وقد ثبت تورط الأضرار التي لحقت بمجموعة متنوعة من مناطق الدماغ في الإصابة بالاضطراب الناجم عن ال DDM. ومع ذلك، فإن الأضرار التي لحقت بالقشرة الحزامية الأمامية والجسم المخطط أو انخفاض أداء القشرة الحزامية الأمامية (ACC) قد تورطت بشكل خاص في الإصابة بالاضطراب الناجم عن ال DDM. يعتبر الجسم المخطط جزءًا من مسار الدوبامين المتوسط، الذي يربط المنطقة القطنية البطنية في الدماغ الأوسط بالنواة المتكئة في المخطط البطني والعقد القاعدية. ارتبطت السكتات الدماغية التي تؤثر على هياكل أخرى في المخطط والعقد القاعدية، مثل النواة المذنبة في المخطط الظهري باضطراب ال DDM.

## العلاج
يمكن علاج اضطراب الDDM، مثل الأبوليا والطفرة الحركية، بأدوية الدوبامين وغيرها من الأدوية المنبهة. وتشمل هذه الأدوية المنشطات النفسية ومُعيدات أو مثبطات امتصاص الدوبامين و/أو النورإبينفرين مثل الأمفيتامين والميثيلفينيديت والبوبروبيون والمودافينيل والأتوموكسيتين; ناهضات مستقبلات الدوبامين الشبيهة بالدوبامين D2 مثل براميبيكسول وروبينيرول وروتيجوتين وبيريبيديل وبروموكريبتين وكابيرجولين وبيرجوليد، وسلائف الدوبامين ليفودوبا، ومثبطات أوكسيديز أحادي الأمين الانتقائية مثل سيليجيلين وراساجيلين وغيرها. سيليجيلين هو أيضًا مُحسِّن لنشاط الكاتيكولامينات (CAE)، وقد يكون هذا بالإضافة إلى ذلك أو بدلاً من ذلك متورطًا في آثاره التحفيزية.
أن مستقبلات الدوبامين D1 لها دور مهم في التحفيز والمكافأة. ويبدو أن مستقبلات الدوبامين D1 النشطة مركزياً مثل التافابادون والرازبيبادون والمعدلات الإيجابية لمستقبلات D1 مثل الميفيدالين والجلوفادالين قيد التطوير للاستخدام الطبي، بما في ذلك علاج مرض باركنسون ولا سيما اللامبالاة المرتبطة بالخرف. تمت دراسة مثبطات الكاتيكول-أو-ميثيل الترانسفيراز النشطة مركزيًا (COMTIs) مثل التولكابون، وهي أيضًا من العوامل الدوبامينية في علاج الاضطرابات النفسية ولكن ليس في علاج الـ DDM. ارتبطت المتغيرات الوراثية في الكاتيكول-أو-ميثيل الترانسفيراز (COMT) بالتحفيز واللامبالاة، وكذلك بالمكافأة والمزاج والمتغيرات العصبية والنفسية الأخرى.
وإلى جانب الأشخاص الذين يعانون من الDDM، فقد استعملت المنشطات النفسية والعوامل ذات الصلة مثل التداوي الذاتي لتعزيز الدافعية لدى الأشخاص الأصحاء، على سبيل المثال في السياقات التعليمية. وقد أثار هذا الأمر مناقشات حول أخلاقيات هذه الاستخدامات.
من القيود التي تحد من بعض الأدوية المستخدمة لتحسين التحفيز، مثل المنشطات النفسية، هو تطور التحمل لتأثيراتها. ويعتقد أن التحمل الحاد السريع للأمفيتامينات هو المسؤول عن التفريق بين فترات عملها القصيرة نسبياً (حوالي 4 ساعات للتأثيرات الرئيسية المرغوبة) وفترات نصف عمرها الأطول بكثير (حوالي 10 ساعات) ومدة بقائها في الجسم (حوالي يومين). ويبدو أن منحنيات وقت التركيز المتزايدة أو التصاعدية باستمرار مفيدة لإطالة التأثيرات، مما أدى إلى إعطاء الدواء عدة مرات في اليوم الواحد وتطوير تركيبات متأخرة وممتدة المفعول.
هناك قيد آخر محتمل آخر للأمفيتامين على وجه التحديد هو السمية العصبية الدوبامينية التي قد تحدث حتى عند تناول جرعات علاجية.
إلى جانب الأدوية، هناك العديد من العمليات النفسية والفسيولوجية، بما في ذلك الاستثارة، تأثيرات التوقع (على سبيل المثال الدواء الوهمي)، الضغط النفسي أو الإلحاح، المحفزات المجزية والمنفرة، توافر المكافآت، الإدمان، وكمية النوم، من بين أمور أخرى، يمكن أن تعدل أو تعزز إشارات الدوبامين في الدماغ والتحفيز بدرجات متفاوتة. وفي سياق متصل، فإن التأثيرات المنشطة النفسية للأمفيتامين تتقوى إلى حد كبير من خلال الجدة البيئية في الحيوانات.

## المفاهيم ذات الصلة
غالبًا ما ينطوي اضطراب نقص الانتباه مع فرط النشاط (ADHD) على عجز تحفيزي، وقد أشار الأكاديمي راسل باركلي إلى هذه الحالة على أنها "اضطراب عجز التحفيز" في العديد من المنشورات والعروض التقديمية. ومع ذلك، ربما كان من الأدق تصور اضطراب نقص الانتباه مع فرط النشاط على أنهُ اضطراب في الوظائف التنفيذية وتوجيه أو تخصيص الانتباه والتحفيز بدلاً من كونه نقصًا شاملًا في هذه العمليات. غالبًا ما يكون الأشخاص المصابون باضطراب نقص الانتباه مع فرط النشاط (ADHD) متحمسون للغاية تجاه المحفزات التي تهمهم، ومن غير المألوف أن يمروا بحالة تشبه التدفق تسمى فرط التركيز أثناء الانخراط في مثل هذه المحفزات. على أي حال، وكما هو الحال مع علاج اضطراب نقص الانتباه مع فرط النشاط، فإن المنشطات النفسية وغيرها من عوامل الكاتيكولامينات تستخدم في علاج الأشخاص المصابين باضطراب نقص الانتباه وفرط النشاط لعلاج أعراضهم، بما في ذلك صعوبات الانتباه والتحكم التنفيذي والتحفيز، وهي فعالة سريريًا لهذه الأغراض. يبدو أن الأمفيتامينات في علاج اضطراب نقص الانتباه مع فرط النشاط لها دور كبير في التأثير من حيث الفعالية من بين أي تدخلات (أدوية أو أشكال العلاج النفسي) المستخدمة في علاج الاضطرابات النفسية بشكل عام.
يجب عدم الخلط بين اضطراب الDDM (وADHD) مع "اضطراب نقص التحفيز" ("MoDeD"؛ "الكسل الشديد")، وهو مرض زائف تم إنشاؤه لأغراض فكاهية في عام 2006 لزيادة الوعي حول الترويج للأمراض، والتشخيص المفرط، والتطبب.